# گاردن گروو (آیووا)
گاردن گروو (به انگلیسی: Garden Grove) شهری در ایالت آیووا کشور ایالات متحده آمریکا است که جمعیت آن در سرشماری سال ۲۰۱۰ میلادی، ۲۱۱ نفر بوده‌است.